# Buba oscilator
Bubba oscilator prikazan na slici desno je još jedan tip fazno-pomjerenog oscilatora, ali zbog prisustva četvorsotrukog paketa operacionih pojačivača ima neke posebne prednosti.
Četiri RC dijela zahtijevaju faznu promjenu od 45 stepeni za svaki dio, tako da ovaj oscilator ima odličan dφ/dt što proizvodi minimalno skretanje frekvencije. Svaki RC dio doprinosi promjeni faze of 45 stepena, tako da izlazi iz naizmjeničnih djelova proizvode kvadraturne izlaze niske impendanse. Kada se izlaz uzme iz svakog operacionog pojačivača, strujno kolo proizvodi četiri sinusna talasa pomjerene faze od 45 stepeni. Kada je ω = 1/RCs, jednačina 15 se svodi na sledeće jednačine. 
{\displaystyle A_{\beta }=A\left({\frac {1}{RCs+1}}\right)^{4}} {\displaystyle }
{\displaystyle |{\beta }|={\Bigg |}\left({\frac {1}{j+4}}\right)^{4}={\frac {1}{{\sqrt {2}}^{4}}}={\frac {1}{4}}{\Bigg |}} {\displaystyle }
{\displaystyle \phi =tan^{-1}(1)=45^{\circ }} {\displaystyle }
Pojačanje A mora biti jednako 4 da bi se desila oscilacija. Test strujno kolo je oscilovalo na 1.76 kHz a ne na idelanoj frekvenciji od 1.72 kHz kada je pojačanje 4.17 a ne idealne vrijednosti od 4. Izlazni talasni oblik je prikazan na slici.
Distorzija je 1,1% za VOUTSINE i 0,1% za VOUTCOSINE. Sa niskim pojačanjem, A, i operacioni pojačivač  sa ulaznim strujama i strujama namještanja , pojačanje operacionog pojačavača modelirano sa otpornikom Rg nije punilo poslednji RC dio, I tako je obezbjedilo tačnost frekvencija oscilatora. Veoma niske distorzije sinusnog talasa mogu se dobiti iz čvora R i Rg. Kada su sinusni talasi niske distorzije potrebne na svim izlazima, pojačanje bi trebalo da se distribuira među svim operacionim pojačivačima. Neinvertujući ulaz pojačanja operacionog pojačavača je u prednaponu od 0.5 V da bi se podesila voltaža mirujućeg izlaza na 2.5V za single-supply operaciju, a trebalo bi da bude uzmeljena za operacione pojačavače sa split-supply. Distribucija pojačanja zahtjeva postavljanje ostalih operacionih pojačivača u stanje prednapona, ali to nema uticaja na frekvenciju oscilatora.